# Naturally (浜崎あゆみの曲)
「Naturally」（ナチュラリー）は、日本の歌手・浜崎あゆみのヨーロッパでの4枚目のシングル。2004年10月18日にドイツのDrizzly Recordsにより、Ayu名義でリリースされた。

## 解説
CDマキシシングルとアナログ盤2枚の計3形態で発売され、それぞれ収録内容は異なる。なお、オリジナル盤は未収録。
日本では、4thアルバム『I am...』やリミックスアルバムに収録されており、シングルとしては発売されていない。

## 収録曲
作詞：ayumi hamasaki / 作曲：CREA / Remixed by Wippenberg

### CD
1. Naturally (Remix Reissue 2004 Edit) [3:51]
2. Naturally (Radio Edit) [4:34]
リミックスアルバム『ayumi hamasaki RMX WORKS from Cyber TRANCE presents ayu trance 3』にも収録されている。
3. Naturally (Ext. Remix Reissue 2004) [7:43]
4. Naturally (Extended Vocal Mix) [8:06]
5. Naturally (Club Mix Instrumental) [6:44]

### アナログ
Wippenberg Remixes 1
1. Naturally (Extended Reissue 2004 Mix) [7:42]
2. Naturally (Extended Instr. Mix) [8:07]

Wippenberg Remixes 2
1. Naturally (Club Mix) [6:43]
2. Naturally (Extended Vocal Mix) [8:07]
3. Naturally (Dub Mix) [6:29]